# Calathus marmoreus
Calathus marmoreus är en skalbaggsart som beskrevs av Ball och Negre. Calathus marmoreus ingår i släktet Calathus och familjen jordlöpare. Inga underarter finns listade i Catalogue of Life.